# Antoni Marquès (pintor)
Antoni Marquès (Barcelona, segle XV - Barcelona?, segle xvi) fou un pintor català.
Al voltant de l'any 1494 treballava al costat de Bernat Goffer, un pintor d'origen alemany instal·lat a Barcelona entre els anys 1466-1502. Consta una àpoca del mes de maig de 1494 referida al cobrament de la meitat de 30 lliures per la pintura d'un retaule destinat a la parròquia de Santa Coloma de Centelles (Osona). El mes de juliol va participar junt amb Bernat Goffer com a àrbitre en les diferències existents entre la junta d'obra de la parròquia de Sant Vicenç de Sarrià i Eulàlia Huguet, filla del difunt pintor Jaume Huguet, sobre la liquidació de comptes del preu del retaule de Sant Vicenç que havia pintat el seu pare.
El desembre de 1494, Antoni Marquès es va casar a Barcelona amb Elisabet, viuda de Pere Guarer, i va pagar a la catedral 4 sous pel dret d'esposalles; el dot de la seva dona la rebria el 30 de desembre de l'any 1504.
L'any 1497, el seu domicili barceloní era al carrer Ample, no lluny dels domicilis dels pintors Jaume Vergós i Bernat Goffer, segons consta en el fogatge general de Catalunya.
Entre els anys 1504 i 1506 hi consten pagaments realitzats per la pintura i el daurat d'un gran retaule major per a l'església del convent de la Mercè de Barcelona, pressupostat en 600 lliures barcelonines, en el qual hi havia també imatges esculpides per Joan de Casell. L'obra, que havia estat començada el 3 d'abril de 1503, va ser una de les més importants de l'artista.
El 23 d'agost de 1504 va contractar la pintura d'un retaule per a l'església parroquial de Sant Pere de Premià de Dalt.
L'any 1507, juntament amb els pintors Gabriel Alemany, Rodrigo Vela i Nicolau de Credença, tornà a participar en un arbitratge entre els monjos del monestir de Sant Cugat del Vallès i el pintor alemany Aine Bru, autor del retaule major de l'església monacal.
Com a membre del gremi de Sant Lluc, instal·lat a l'església de la Mercè de Barcelona, l'any 1508 va aportar 48 sous en obrir-se la subscripció per a la pintura del retaule de la capella del gremi i que havia de realitzar el pintor Nicolau de Credença. Aquell mateix any, juntament amb el pintor Fernando Camargo varen fer la valoració del retaule de Sant Joan Baptista de l'església del convent de Santa Maria de Jonqueres, de Barcelona, que havia quedat inacabat a causa de la mort del pintor Pere Alemany, qui l'havia iniciat l'any 1504.
El 17 de setembre de 1506, els marmessors del canonge Massadella varen signar amb el pintor una concòrdia o capitulacions per a la pintura del retaule de la Trinitat per a la capella de la Seu de Manresa.
L'autoria d'aquest retaule havia estat atribuïda a Gabriel Guàrdia fins que el 2008 es van publicar els documents notarials (contractes de 1506) que en proven l'autoria.
D'aquesta obra, l'única conservada de l'autor, la taula central de la predel·la es conserva al Museu Episcopal de Vic.